# Ostwald-Reifung

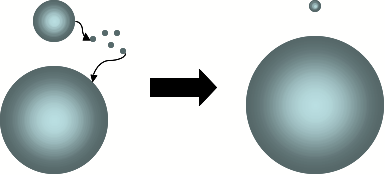
Ostwald-Reifung

Die Ostwald-Reifung ist ein von selbst ablaufender kolloidchemischer Prozess disperser Materie, der um 1900 vom Universalgelehrten und späteren Nobelpreisträger für Chemie, Wilhelm Ostwald, entdeckt und nach ihm benannt wurde.
Die Reifung geschieht in inhomogenen Feststoffen oder flüssigen Lösungen. Kleine Partikel weisen entsprechend der Gibbs-Thomson-Gleichung eine erhöhte Löslichkeit gegenüber größeren Partikeln auf. Daraus resultiert ein Konzentrationsgradient zu größeren Partikeln, mit der Folge, dass sich kleinere Partikel auflösen und größere wachsen.

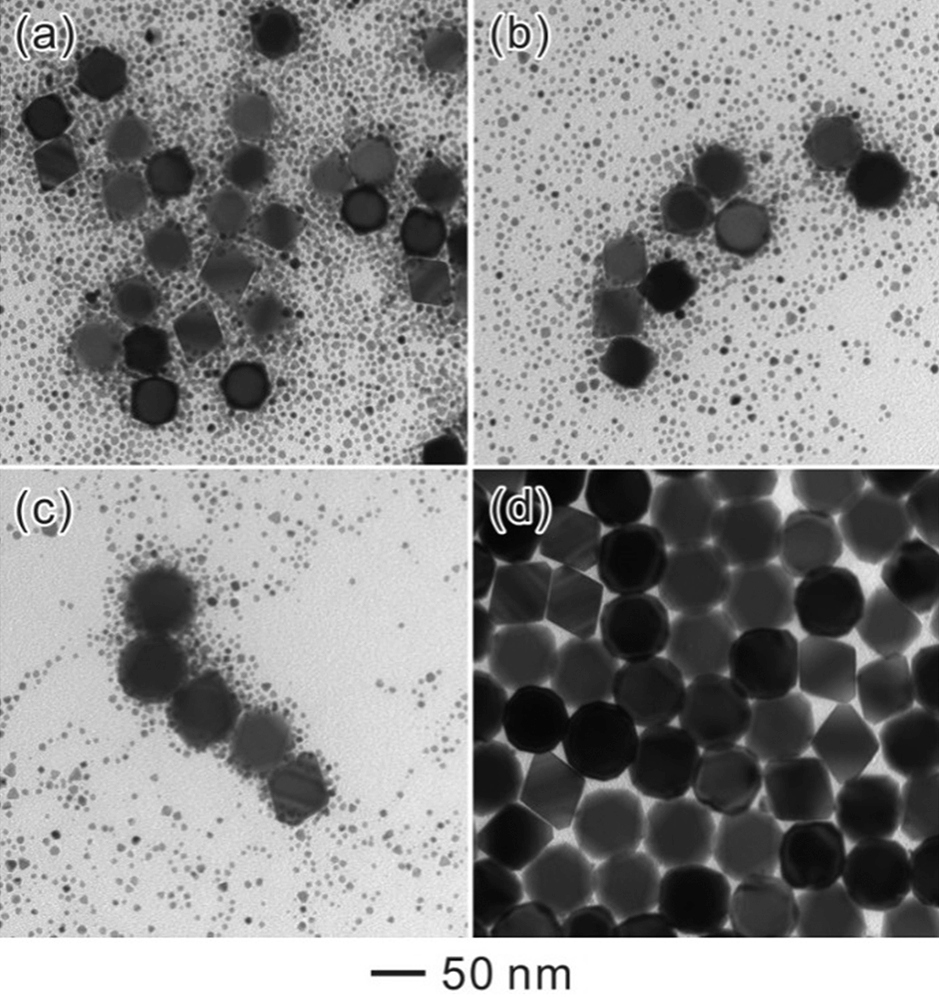
Ostwald-Reifung bei in Formaldehyd gelösten Palladium Nanopartikeln nach 6 (a), 24 (b), 48 (c) und 72 Stunden (d). Die kleinen Pd Partikel lösen sich auf und die Großen wachsen.

In kolloiden Systemen tritt die Ostwald-Reifung auch in Wasser-in-Öl-Emulsionen auf, während es in Öl-in-Wasser-Emulsionen zur Flockung kommt.
Die Ostwald-Reifung beruht auf der Krümmungsabhängigkeit des Dampfdrucks bzw. der Löslichkeit eines feinen Pulvers, im Wortlaut Ostwalds: „da nach bekannten Prinzipien ein feines Pulver löslicher sein muss als ein grobes, ebenso wie kleine Tröpfchen einen größeren Dampfdruck haben als große“ (Gibbs-Thomson-Effekt). Der Dampfdruck- bzw. Konzentrationsunterschied in einem geschlossenen System wird ausgeglichen, indem ein Materiestrom von den kleinen zu den großen Kolloiden fließt. Folglich schrumpfen die kleinen, die großen aber wachsen weiter. Sobald der Radius eines kleinen Kolloids einen kritischen Wert unterschreitet, wird es energetisch instabil, löst sich vollständig auf (Kelvin-Instabilität) und gliedert sich gegebenenfalls größeren Partikeln an. Folglich verringert sich die Zahl der Kolloide mit fortschreitender Agglomeration  (zusammenballen) und es kommt zu einer Phasentrennung. Während der Ostwald-Reifung wird die freie Oberflächenenergie des Systems minimiert. Dies ist von Bedeutung für die praktische Anwendung in der Produktion von Emulsionen oder Salben, da bei diesen Anwendungen eine Agglomeration unerwünscht ist. Die Änderung der freien Energie und die dabei zu überwindende Aktivierungsenergie spielt außerdem bei der Bewertung der Stabilität von Schäumen oder bei der Wolkenpunkt-Extraktion eine Rolle.Siehe auch: Kolloidchemie
Die Ostwald-Reifung ist nephelometrisch über den Tyndall-Effekt messbar.
Ein gleichartiger Effekt tritt in der Metallkunde bei der Alterung und beim Kornwachstum in polykristallinen Festkörpern, insbesondere Legierungen auf, besonders während der Kornvergröberung, nachdem das Kornwachstum abgeschlossen ist. Während der Alterung einer metallischen Legierung bilden sich Ausscheidungsteilchen einer zweiten Phase durch Keimbildung in der Matrixphase, die dann wachsen und auch vergröbern durch Ostwald-Reifung (auch Umlösung genannt), die quantitativ durch Carl Wagners Theorie der Ostwald-Reifung beschrieben wird.
Carl Wagner hatte seine Theorie der Ostwald-Reifung unabhängig von der von Lifshitz und Slyozov entwickelt, so dass die Theorie der Ostwald-Reifung auch kurz LSW-Theorie genannt wird. Die Theorie sagt die Kinetik der Ostwald-Reifung voraus, indem der mittlere Teilchendurchmesser proportional zur dritten Wurzel der Zeit wächst, und die Teilchengrößenverteilung, die bezogen auf die mittlere Teilchengröße zeitlich konstant bleibt. Die Theorie gilt nur für Legierungen entsprechend einer verdünnten festen Lösung mit der Diffusion als langsamster und damit geschwindigkeitsbestimmender Prozess der Ostwald-Reifung, so dass die Vergröberungsgeschwindigkeit proportional zum Diffusionskoeffizienten der Matrix und zur Löslichkeit und zur Grenzflächenenergie der Ausscheidungsteilchen ist. Die Übereinstimmung von Theorie und Experiment wurde vielfach festgestellt, beispielsweise auch in Stählen, wobei bei der Ausscheidung mehrerer Karbidphasen nebeneinander sich nicht nur die kleineren Teilchen zugunsten der größeren Teilchen, sondern auch die Teilchen der löslicheren Karbidphase zugunsten der der weniger löslichen Karbidphase auflösen. Auch konnten im Rahmen der LSW-Theorie die Effekte äußerer Kräfte auf den Verlauf der Ostwald-Reifung beschrieben werden, wie für die Orientierungsauslese ausgeschiedener Fe16N2-Teilchen in einem Fe-N-Mischkristall durch ein äußeres Magnetfeld und für die Orientierungsauslese ausgeschiedener Au-reicher Teilchen in einem Fe-Mo-Au-Mischkristall durch eine äußere mechanische Spannung gezeigt wurde.
In analoger Weise beschrieb Mats Hillert die Kornvergröberung in polykristallinen Metallen und Legierungen.